# Црква Свете Варваре са гробљем и некропола са стећцима у Струјићима
Црква Свете Варваре са гробљем и некропола са стећцима налазе се у насељу Струјићи које припада општини Требиње у Републици Српској. Овај храм Српске православне цркве посвећен Светој великомученици Варвари у народу је познат и као Варварина црква. Сједиште је парохије за мјештане Струјића, Дола, Додановића и Котеза. Заједно са гробљем и некрополом стећака чини јединствен историјски комплекс који се налази на листи националних споменика Босне и Херцеговине.

## Историјски подаци
Најстарији историјски подаци говоре о присуству Илира у подручју данашњег Поповог поља од X вијека пр. н. е. Попово и шира околина били су најдуже у саставу илирске државе Ардијеја. Даорси су држали крајеве западно и сјеверозападно од Попова, али није искључено да су били и у једном дијелу Попова. О периоду присуства наведених племена свједоче бројне градине и громиле (Котези, Дријењани, Хутово, Пољице).
У II вијеку Римљани су заузели ово подручје. На више локалитета нађени су археолошки остаци из овог периода (Вјетреница, Требимља-муниципиј Дилунтум, остаци римских грађевина у близини Седлара, Величина и других насеља).
Први подаци о самом Поповом потјечу из XII вијека, када се помиње као жупа у Хумској земљи. У Хуму је тада првотно владао кнез Мирослав, брат рашког жупана Стевана Немање.
Након пада Јајца и других градова Босне под турску власт 1463. године, опасност је запријетила и Херцеговини. Код првог турског пописа становништва овог краја 1469. године, Попово је уписано под именом Поповска. Попово, Луг, Шума и подручје јужно од Требиња представљали су погранични предио Херцеговачког санџака према Херцеговини, којом влада Влатко Херцеговић (син Стјепана Вукчића Косаче), односно, ту је била уска граница између Дубровника и Турске све до 1482. године.
Попово је у равничарском дијелу, те у брдским, планинским предјелима било непрестано насељено, почев од периода Илира и Римљана, затим у раном и касном средњем вијеку, и у турско доба. Највише података постоји за XIV, XV и XVI вијек, када овим простором господаре великашке породице Санковића, Чихорића и Николића, а посебно за вријеме Косача-Сандаља, херцега Стјепана и његових синова. Управо за тај период везане су и некрополе са стећцима, које становници Попова називају „грчким“ гробницама. Стећци су распрострањени уз 47 насеља, на 88 локација, с укупним бројем од 1559 примјерака.
Црква Св. Варваре обновљена је 1883. године, на мјесту неког старијег храма, који се спомиње у документима из 1664. године.
Положај цркве, као и чињеница да је саграђена усред средњовјековног гробља, затим тип цркве, и прије свега њена правоугаона апсида, наводе на претпоставку да објекат може бити и старији од XVII вијека. Појава правоугаоног апсидалног простора је врло ријетка у градитељству православних храмова на Балкану. Ова појава има своје узоре на далматинским малим црквама, па постоји претпоставка да су ову цркву као и неке друге у Поповом пољу изградили дубровачки зидари. Звоник на цркви је дозидан у XIX вијеку.

## Религијски аспект
Према црквеним изворима Света Великомученица Варвара рођена је у граду Илиопољу мисирском, у незнабожачкој породици. Варвара је била изузетно лијепа и мудра девојка, и отац ју је, у жељи да је сачува, затворио у кулу свога дворца, окружену богатством, удобностима и слушкињама. У усамљености, Варвара је својим блиставим умом досегла знања о Творцу и Господу, иако је нико није имао томе поучити. Када је једном успјела да побјегне из куле, Божијим промислом срела је неке хршћанке од којих је сазнала оно што је и сама наслућивала. Вратила се у кулу и у свом купатилу просјекла и трећи прозор као симбол Свете Тројице, а прстом, као жељезом, издубила криж у каменом зиду. Из њене стопе на поду купатила прокључао је извор живе воде која је лијечила многе болести. Када је ово сазнао сурови отац, пријавио је кћер начелнику Мартијану. Бацили су је у тамницу и мучили је заједно са још једном кршћанком Јулијаном. На крају, Варвару је заклао рођени отац, а Јулијану војници. Одмах потом, ударио је гром у Диоскорову кућу и убио и њега и Мартијана. Света Варвара умрла је 306. године.
Света Варвара је била врло поштована светитељка у овом дијелу Херцеговине.

## Опис добра
Црква Св. Варваре припада типу једнобродних цркава са правоугаоном апсидом и звоником на преслицу. Црква је правоугаоне основе, позиционирана у смјеру исток-запад, смјештена на благо закошеном терену. Апсида је правоугаоног облика . Улаз у цркву се налази са западне стране. Наглашен је каменим порталом, звоником на преслицу и два специфична камена блока — истака, постављена са лијеве и десне стране од улаза. Улазни камени портал налази се у осовини цркве. Састављен је од два масивна довратника и правоугаоног архитравно ријешеног надвратника. У цркву се улази кроз жељезна врата.
Изнад каменог портала је урађена плитка растеретна ниша, завршена правилним луком. Прави дио растеретне нише је оивичен са два велика камена блока, на која је ослоњен завршни лук. Унутар нише се налази плоча од бијелог мермера на којој је уклесан текст о обнови црквице. Изнад нише у истој осовини, на висини од 3,60 м, налази се правоугаони отвор.
Свјетлост у цркву пролази кроз три лучна прозорска отвора од којих се један налази на сјеверној, један на јужној и један на источној фасади објекта. Прозори су завршени формом полукружног лука. Изведени су од по четири клесана блока кречњака са благо отесаним страницама. Прозори су у ентеријеру шири и конусно се сужавају према спољним зидовима цркве.
Као и код осталих објеката овог типа у Херцеговини, грађевински материјал који је кориштен приликом зидања цркве је кречњак. Поплочање цркве квадратичним плочама од кулира новијег је датума.
Црква је у цјелини покривена каменим плочама, са преклопом на сљемену.

### Гробље
Испред цркве, у смјеру запада, а изнад православног гробља, налази се 15 крстова у низу, од којих је један пао, а поређани су у скупину по три или по два. Крстови су настали крајем XIX стољећа. Споменици су оријентисани према истоку. О мајсторима — клесарима, који су изводили надгробнике, нема никаквих података. Ни на једном споменику клесар није оставио никакав податак о себи, нити се потписао. Некропола у Струјићима састоји се од 4 стећка, од којих је само један стећак украшен Оријентисани су у смјеру исток-запад. Материјал од којег су клесани је кречњак.
Стећци Попова по облицима, украсима, натписима и свим другим особинама ни по чему не одступају из временског оквира стећака Босне и Херцеговине. У Попову некрополе са стећцима углавном су лоциране покрај путева, а уз већину некропола налазе се и цркве, као што је случај у Струјићима.

### Истраживачки и конзерваторско-рестаураторски радови
Радови на оправци цркве вршени су крајем XIX вијека, када је дозидан звоник. На звонику је уочен додатак, изведен у бетону, који је настао седамдесетих година прошлог стољећа.
У прољеће 1960. године, Завод за заштиту споменика културе БиХ започео је систематску обраду стећака у Поповом пољу, да би сав теренски посао овог подручја био довршен 1964. године. По завршетку теренског дијела посла, извршено је сређивање и проучавање материјала.

## Степен заштите
Комисија за очување националних споменика, на сједници одржаној од 20. до 27. новембра 2007. године, донијела је одлуку којом се историјско подручје-Црква свете Варваре са гробљем и некропола са стећцима у селу Струјићи проглашава националним спомеником Босне И Херцеговине.

## Галерија слика
- Црква Свете Варваре, Струјићи (Попово поље) 1
- Црква Свете Варваре, Струјићи (Попово поље) 2
- Црква Свете Варваре, Струјићи (Попово поље) 3
- Црква Свете Варваре, Струјићи (Попово поље) 4
- Црква Свете Варваре, Струјићи (Попово поље) 5